# Военная автомобильная инспекция

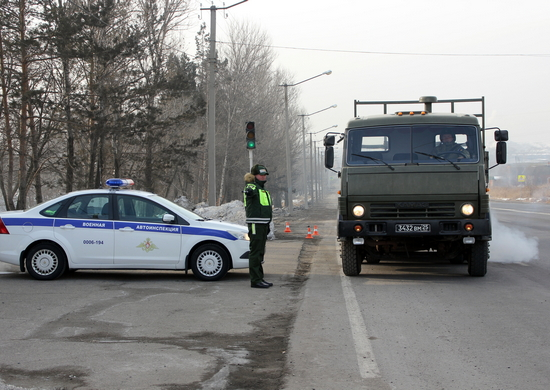
ВАИ Восточного военного округа

Военная автомобильная инспекция Вооруженных сил Российской Федерации (ВАИ) — структурное подразделение Главного управления военной полиции Минобороны России.
Код номерных знаков транспортных средств ВАИ — 99.
Военная автоинспекция также существует в системе Росгвардии, аналогичные подразделения имеются в составе ФСБ и МЧС.

## Задачи
Основными задачами военных автоинспекций являются:
- обеспечение безопасности дорожного движения в Вооруженных силах;
- контроль за соблюдением военнослужащими и лицами гражданского персонала Вооруженных сил законодательных и иных нормативных правовых актов Российской Федерации по вопросам обеспечения безопасности дорожного движения в воинских частях, при эксплуатации транспортных средств воинских частей на дорогах общего пользования;
- обеспечение передвижения войск (сил) по дорогам общего пользования и колонным путям, организация дорожно-патрульной службы военных автоинспекций на маршрутах движения транспортных средств воинских частей;
- регистрация транспортных средств воинских частей;
- проведение технического осмотра транспортных средств воинских частей, а также обеспечение допуска водителей и транспортных средств воинских частей к участию в дорожном движении.

— Приложение к приказу Министра обороны Российской Федерации от 28 мая 2009 года № 480

## История
Первое упоминание о военной автомобильной инспекции в РККА встречается в приказе по Главному управлению автомобильной и дорожной службы № 0101 от 26 августа 1942 года. В нём предусматривалось «…провести реорганизацию Главного управления автодорожной службы…, отделы: военно-автомобильных дорог, дорожно-комендантской службы и инспекторский отдел слить в один отдел военной автоинспекции и военно-автомобильных дорог. Военным автоинспектором назначить военинженера 2 ранга Румянцева И. Е….» Приказом начальника Главного автомобильного управления Красной Армии № 130 от 31 августа 1945 года предусматривалось «…в помощь начальникам автомобильной службы гарнизонов организовать внештатные военные автомобильные инспекции».
Директива Министра обороны Российской Федерации от 12 сентября 2005 года «Об организационных мероприятиях, проводимых в Вооруженных силах Российской Федерации» предусмотрела формирование к 1 марта 2006 года 9 региональных и 87 территориальных ВАИ, подчиненных ВАИ Минобороны России и входящих в состав ГАБТУ Минобороны России. 1 декабря 2011 года Военная автомобильная инспекция Минобороны России вошла в состав Главного управления военной полиции Минобороны России.
В 2018 году созданы три заграничных подразделения ВАИ в Армении, Таджикистане и Киргизии.
Начальник Военной автомобильной инспекции Главного управления военной полиции Министерства обороны Российской Федерации — полковник Сергей Постников.

## Галерея

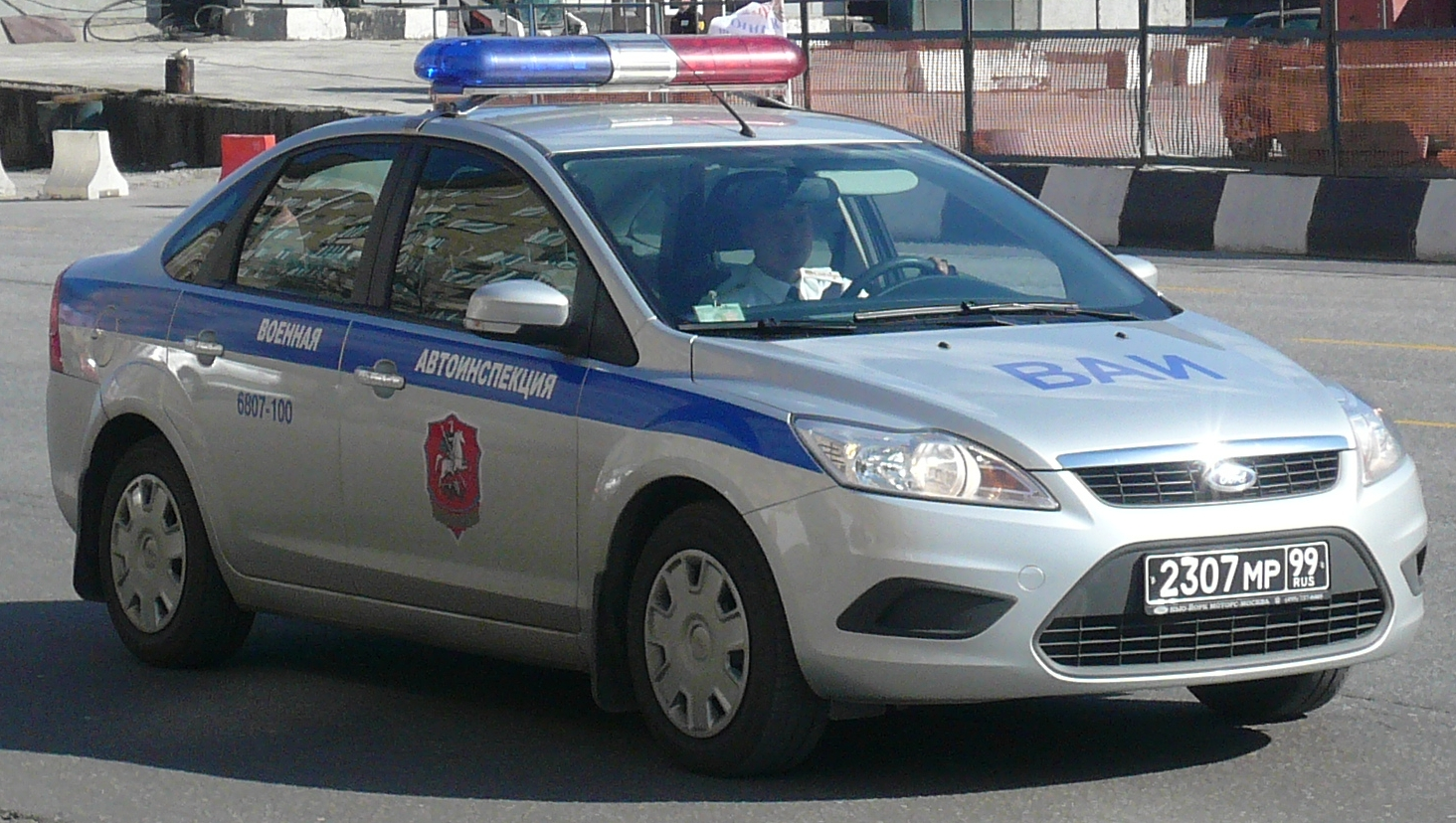
Автомобиль ВАИ. Москва, 2011 год
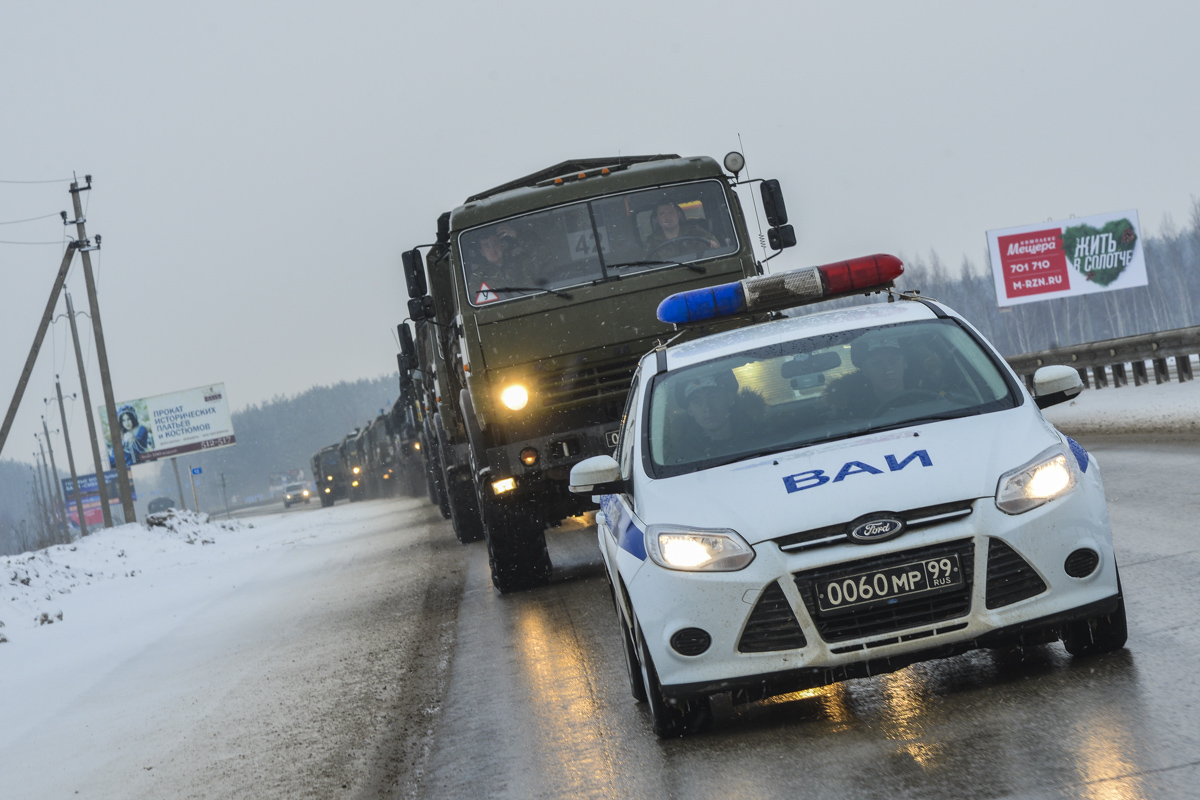
Сопровождение колонны в Рязани
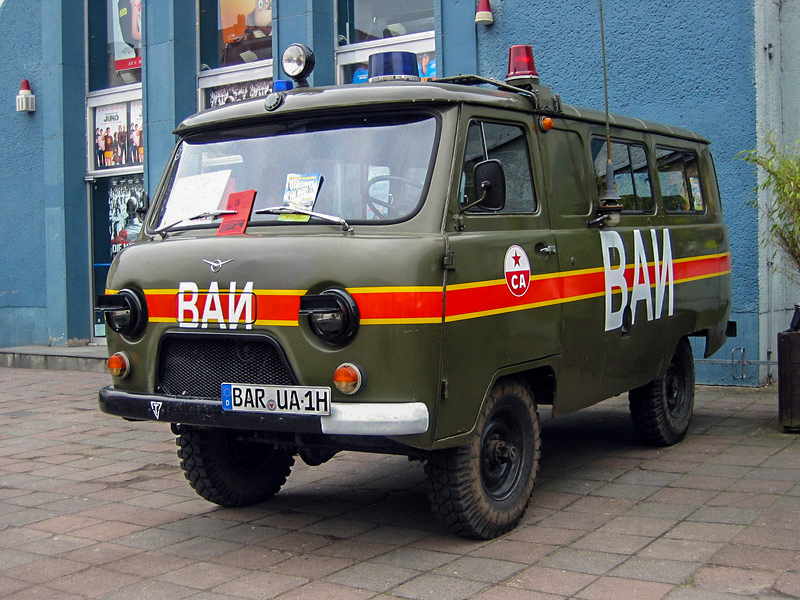
Автомобиль УАЗ-452, ВАИ Советской Армии, приобретённый в период вывода войск из ЗГВ
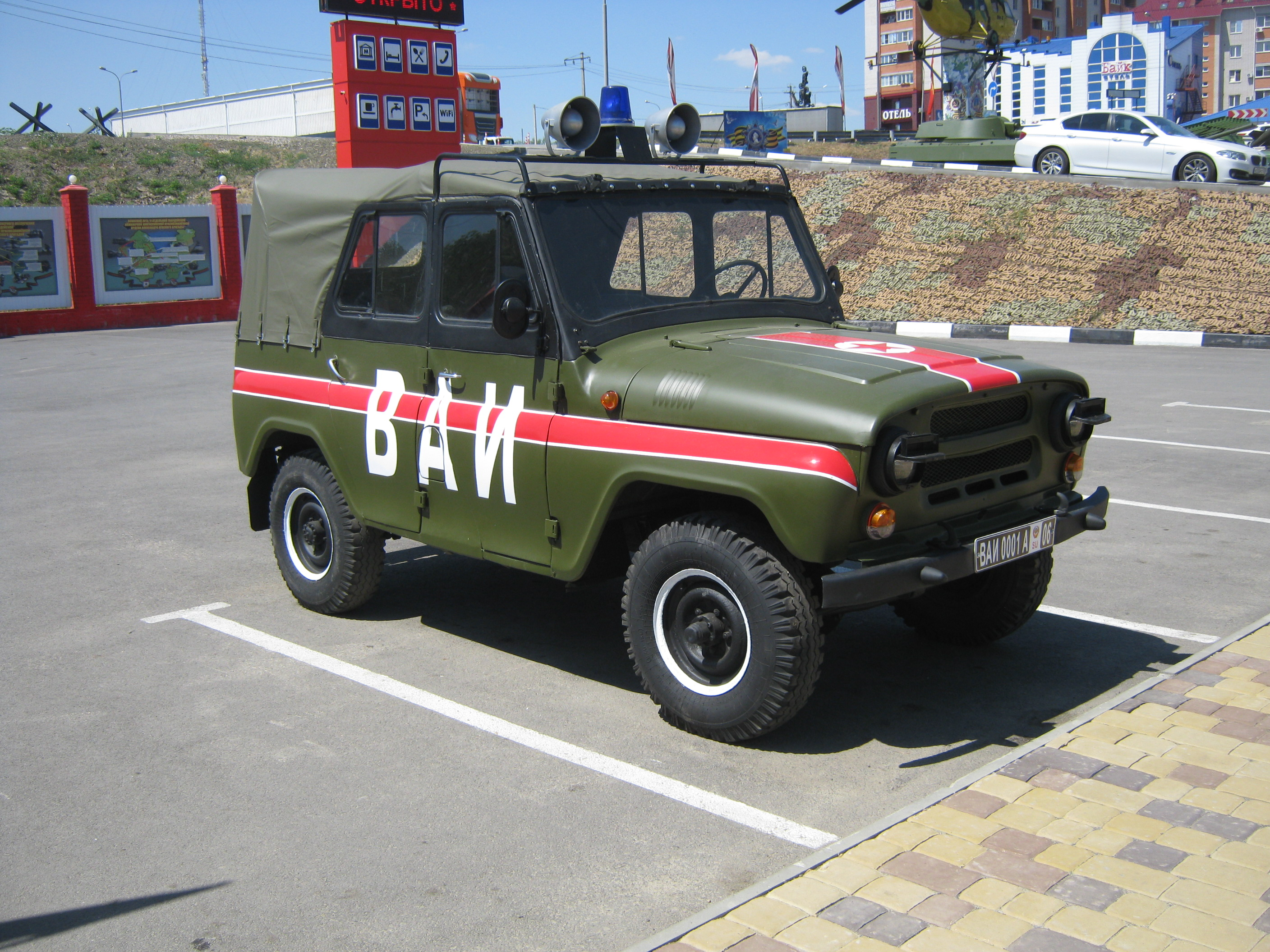
Автомобиль ВАИ Советской Армии из Западной группы войск
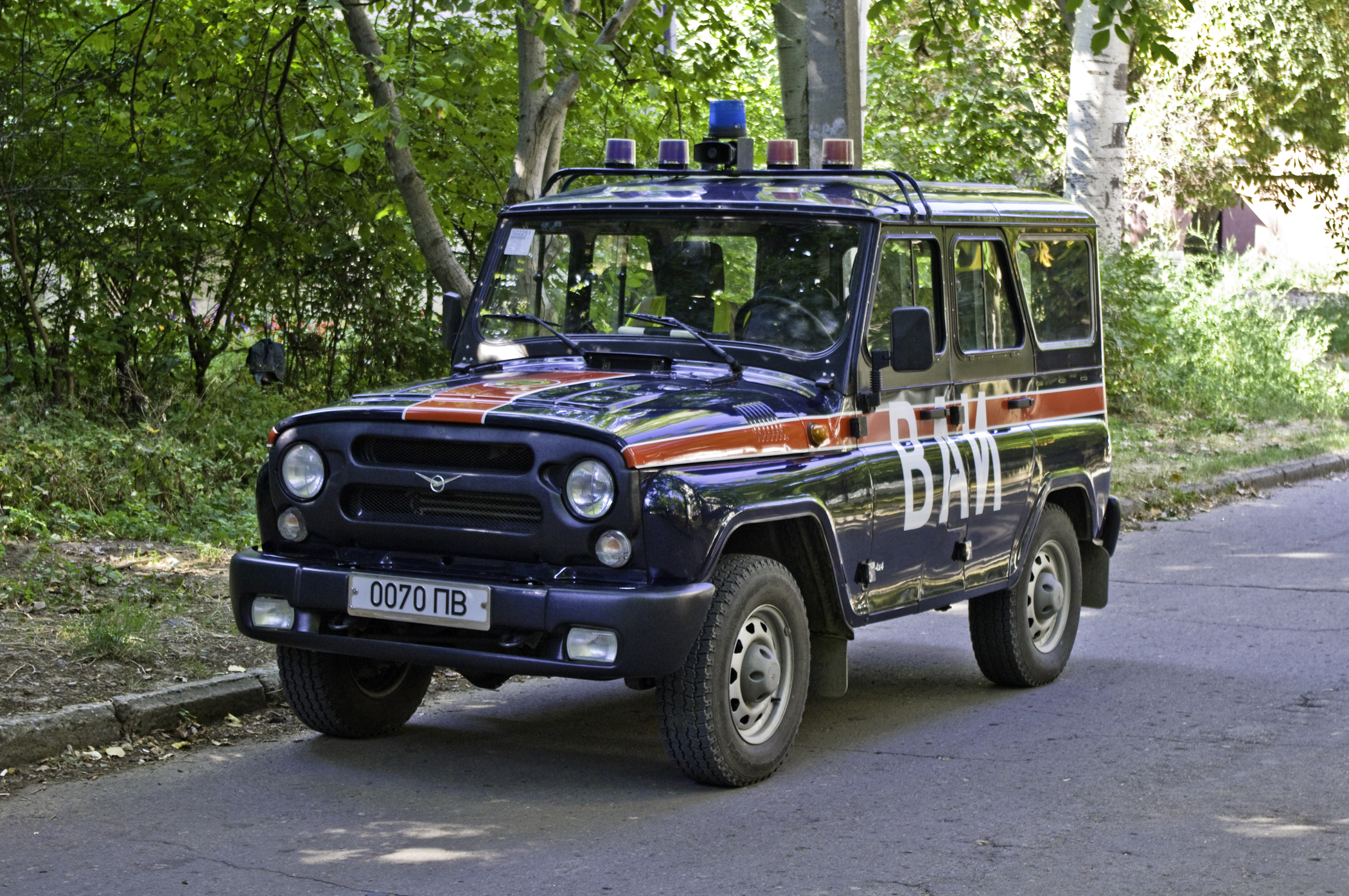
Автомобиль ВАИ ПМР в Тирасполе
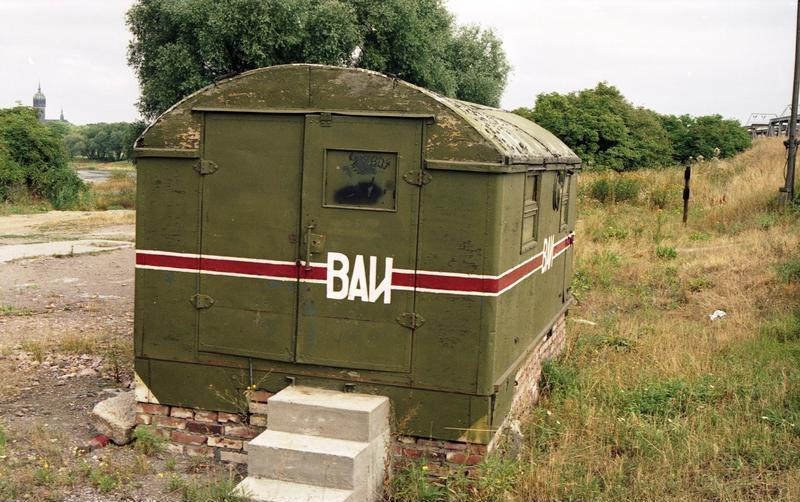
Заброшенный пост ВАИ в ЗГВ, 1991 году